# Championnat de Macao de football 2011
Navigation
Saison précédente Saison suivante
La saison 2011 du Championnat de Macao de football est la soixante-deuxième édition du Campeonato da Primeira Divisão, le championnat de première division à Macao. Les dix meilleures équipes macanaises sont regroupées au sein d’une poule unique où elles s'affrontent deux fois au cours de la saison. En fin de championnat, les deux derniers du classement sont relégués et remplacés par les deux meilleures équipes de deuxième division.
C'est le tenant du titre, Windsor Arch Ka I qui est à nouveau sacré cette saison après avoir terminé en tête du classement, avec un seul point d'avance sur le Clube Desportivo Monte Carlo. Il s’agit du second titre de champion de Macao de l’histoire du club.

## Les clubs participants
- Grupo Desportivo de Lam Pak
- PSP Macao
- Hoi Fan
- Lam Ieng - Promu de Segunda Divisão
- Clube Desportivo Monte Carlo
- Grupo Desportivo Artilheiros
- MFA Development
- Windsor Arch Ka I
- Hong Ngai - Promu de Segunda Divisão
- FC Porto de Macau

## Compétition
Le barème utilisé pour établir le classement est le suivant :
- Victoire : 3 points
- Match nul : 1 point
- Défaite : 0 point

### Classement
| Rang | Équipe                       | Pts | J  | G  | N | P  | Bp | Bc  | Diff |
| ---- | ---------------------------- | --- | -- | -- | - | -- | -- | --- | ---- |
| 1    | Windsor Arch Ka IT           | 45  | 18 | 15 | 0 | 3  | 88 | 24  | +64  |
| 2    | Clube Desportivo Monte Carlo | 44  | 18 | 14 | 2 | 2  | 80 | 16  | +64  |
| 3    | MFA Development              | 36  | 18 | 10 | 6 | 2  | 34 | 16  | +18  |
| 4    | FC Porto de Macau            | 32  | 18 | 9  | 5 | 4  | 45 | 30  | +15  |
| 5    | Grupo Desportivo de Lam Pak  | 29  | 18 | 9  | 2 | 7  | 46 | 30  | +16  |
| 6    | PSP Macao                    | 24  | 18 | 7  | 3 | 8  | 21 | 33  | -12  |
| 7    | Hong NgaiP                   | 19  | 18 | 6  | 1 | 11 | 41 | 57  | -16  |
| 8    | Lam IengP                    | 14  | 18 | 4  | 2 | 12 | 29 | 55  | -26  |
| 9    | Hoi Fan                      | 10  | 18 | 2  | 4 | 12 | 28 | 69  | -41  |
| 10   | Grupo Desportivo Artilheiros | 3   | 18 | 0  | 3 | 15 | 22 | 104 | -82  |

|  | Champion de Macao 2011                           |
|  | Relégation directe en Segunda Divisão            |
|  | T : Tenant du titre P : Promu de Segunda Divisão |

### Résultats
| Résultats (▼dom., ►ext.) | ART  | HOF | HNG | KAI  | LIE | LPK | MFA | MOC  | POL | POM |
| GD Artilheiros           |      | 2-3 | 2-9 | 0-13 | 3-3 | 0-6 | 1-4 | 0-12 | 1-2 | 2-6 |
| Hoi Fan                  | 3-3  |     | 2-7 | 1-8  | 2-4 | 1-4 | 3-3 | 1-6  | 3-2 | 3-3 |
| Hong Ngai                | 6-1  | 2-1 |     | 2-6  | 3-0 | 1-6 | 2-2 | 0-8  | 1-2 | 1-3 |
| Windsor Arch Ka I        | 12-0 | 7-0 | 7-1 |      | 5-1 | 4-2 | 0-3 | 4-2  | 2-1 | 5-2 |
| Lam Ieng                 | 5-2  | 5-1 | 1-4 | 0-4  |     | 1-4 | 0-2 | 2-10 | 1-1 | 3-4 |
| GD Lam Pak               | 6-1  | 2-2 | 2-1 | 1-2  | 5-2 |     | 0-1 | 0-2  | 3-1 | 1-3 |
| MFA Development          | 4-0  | 2-1 | 2-0 | 0-2  | 1-0 | 1-1 |     | 0-2  | 0-0 | 0-0 |
| CD Monte Carlo           | 5-0  | 5-1 | 7-0 | 3-2  | 3-0 | 5-1 | 1-2 |      | 5-1 | 3-1 |
| PSP Macao                | 2-1  | 1-0 | 2-1 | 0-3  | 1-0 | 1-2 | 1-5 | 0-0  |     | 0-3 |
| FC Porto de Macau        | 3-3  | 3-0 | 3-0 | 5-2  | 0-1 | 1-0 | 2-2 | 1-1  | 2-3 |     |

## Bilan de la saison
| Championnat de Macao de football 2011 |                                |
| Champion                              | Windsor Arch Ka I (2e titre)   |
| Coupes et trophées                    |                                |
| Vainqueur de la Coupe de Macao 2011   | Non disputée                   |
| Qualifications continentales          |                                |
| Coupe du président de l'AFC 2012      | Aucun                          |
| Promotions et relégations             |                                |
| Promus en Primeira Divisão            | Kuan Tai                       |
| Promus en Primeira Divisão            | Casa do Sport Lisboa e Benfica |
| Relégués en Segunda Divisão           | Hoi Fan                        |
| Relégués en Segunda Divisão           | Grupo Desportivo Artilheiros   |